# Doppia alienazione
Nel diritto civile, la cosiddetta doppia alienazione del medesimo bene a soggetti diversi dà luogo a un conflitto tra titoli di trasferimento, titoli incompatibili tra loro.
Il conflitto è risolto, nell'ordinamento italiano, in due modi diversi a seconda che il trasferimento abbia per oggetto beni mobili o immobili.

## Doppia alienazione di beni mobili
Nel caso dei beni mobili trova applicazione l'art. 1155 c.c. il quale non è altro che un'applicazione del principio "possesso vale titolo" espresso dall'art. 1153 c.c..
Vediamone l'applicazione: se Tizio stipula prima con Caio poi con Sempronio una vendita avente per oggetto il trasferimento dello stesso bene mobile, in virtù del principio consensualistico il primo contraente diventa proprietario per effetto diretto dello stesso contratto (cfr art. 1376 c.c.). Ciò importa che la seconda vendita con Sempronio è incapace di trasferire a quest'ultimo un diritto di cui Tizio non era più titolare al momento del secondo contratto, giusta il principio nemo plus iuris ad alium transferre potest quam ipse habet: tale secondo contratto è, dunque, stipulato da un venditore "non dominus".
Nondimeno, applicando l'art. 1153 c.c., il secondo contraente, se consegue il possesso del bene in base a un titolo astrattamente idoneo al trasferimento della proprietà (es.: una compravendita) ed è in buona fede al momento della consegna, acquista egualmente la proprietà, ma a titolo originario.

## Doppia alienazione di beni immobili
In ordine alla doppia alienazione di beni immobili il conflitto è invece risolto dalla trascrizione. 
Facendo ancora ricorso all'esempio sopra esposto, e assumendo che la vendita abbia per oggetto beni immobili, tra i due contraenti prevale colui che per primo trascrive il suo titolo (cfr. art. 2643 c.c.), anche se ha acquistato per secondo e anche se in mala fede. In questo caso l'acquisto è però a titolo derivativo, diversamente da quanto accade nell'ipotesi avente a oggetto beni mobili. La ragione di tale diversità di effetti risiede nell'art. 2644 c.c. secondo cui gli atti inopponibili ai terzi che hanno acquistato diritti su beni immobili - in quanto hanno trascritto il loro titolo con precedenza sui titoli incompatibili - non hanno effetto verso siffatti soggetti terzi. Ciò significa che sebbene la seconda alienazione sia  perfezionata da un trasferente oggettivamente ormai privo del diritto che pretende di trasferire, inter partes, giusta l'irrilevanza del titolo in conflitto, tale seconda alienazione deve essere valutata come conclusa da un soggetto pienamente legittimato a concluderla quale titolare del diritto.